# The Mount Fuji Doomjazz Corporation
The Mount Fuji Doomjazz Corporation ist ein 2007 in Utrecht gegründetes Nebenprojekt der Mitglieder des Kilimanjaro Darkjazz Ensemble.

## Verhältnis zu The Kilimanjaro Darkjazz Ensemble
Das MFDJC abgekürzte Projekt veröffentlicht ausschließlich vollständig improvisierte Aufnahmen und dient den Musikern als direktes Gegenstück zum Kilimanjaro Darkjazz Ensemble, dessen Arbeitsweise durch eine lineare Komposition bestimmt wird. Die Namensgebung dient als humoristische Anspielung auf das Hauptprojekt, nach Jason Köhnen wurden hierzu vergleichbare Elemente ausgewählt. Seiner Aussage nach „hätte [es] genausogut THE HIMALAYAN DRONEJAZZ ORCHESTRA werden können.“

## Geschichte
Die Idee zu diesem Projekt entstand, als sich die Musiker des Kilimanjaro Darkjazz Ensemble mit einem Nebenprojekt völlig der Improvisationsmusik verschreiben wollten, anfangs einzig um sich dem kreativen Prozess zu widmen. Albumveröffentlichungen waren ursprünglich nicht geplant. Allerdings wurden bereits frühe Auftritte der Gruppe dokumentiert, so dass ein Auftritt vom 24. Februar 2007 im Amsterdamer Overtoom 301 im Juni des gleichen Jahres als erstes Album Doomjazz Future Corpses! über Ad Noiseam veröffentlicht wurde.
In den folgenden Jahren trat die Gruppe international auf und dokumentierte diverse Auftritte als weitere Veröffentlichungen in unterschiedlichen Besetzungen. Als kleinste Einheit traten dabei Jason Köhnen und Gideon Kiers in Erscheinung, zu anderen Auftritten kamen neben den Musikern des Kilimanjaro Darkjazz Ensemble weitere Gastmusiker hinzu. Die lose kollektivistische Form der Gruppe nimmt dabei in jeder neuen Besetzung ebenso Einfluss auf die Musik wie die Orte, das Publikum und die persönliche Stimmung der Musiker. Nach 2017 wurden alle Alben von Denovali stückweise neu aufgelegt.

## Stil
Die Gruppe spielt eine als Dark Jazz, Doom Jazz, Horror Jazz oder Drone Jazz bekannte Mischung aus Jazz, Doom Metal, Ambient, Drone Doom und Post-Rock, für welche besonders Bohren und der Club of Gore bekannt sind. Nach Lie in the Sound steht eine „avantgardistische Ambient-Note“ im Vordergrund des musikalischen Konzeptes. Die anhaltende Improvisation gestaltet sich derweil je nach Gruppenkonstellation, Auftrittsort und Publikum neu. „Was bei all dieser Varianz im Detail eine feste Bank ist, sind die im Namen der Band verankerten Hinweise auf Jazz (aka Improvisation […]) und Doom, hier nicht vordergründig mit schwarzer Heavyness als vielmehr einer düsteren bis sehr düsteren Atmosphäre gleichzusetzen, die die einzelnen Stücke prägt.“ Die Kernkonstellation der Gruppe bestehend aus Köhnen und Kiers spielt ausschließlich elektronische Musik. Die Musik wird meist durch Instrumente wie ein Cello, eine Violine oder auch Gesang ergänzt. Besonderen Einfluss auf die Musik nimmt nach Köhnen, der Einsatz eines Schlagzeugs auf den Klang der Gruppe. Der Band gelingt es in ihren Improvisationen „mit reinen Soundscapes zu arbeiten und diese in Interaktion miteinander zu bringen, Rhythmen entstehen zu lassen, die den Strom des Sounds aufnehmen und weitertragen.“

## Diskografie
- 2007: Doomjazz Future Corpses! (Livealbum, Ad Noiseam, Denovali)
- 2009: Succubus (Livealbum, Ad Noiseam, Denovali)
- 2011: Anthropomorphic (Livealbum, Denovali)
- 2012: Егор (Egor) (Album, Denovali)
- 2013: Live at Roadburn (Livealbum, Roadburn)